# نيكولاي مار
نيكولاي ياكوفليفيتش مار (بالروسية: Никола́й Я́ковлевич Марр)‏، (بالجورجية: ნიკოლოზ იაკობის ძე მარი) (6 يناير 1865 - 20 ديسمبر 1934) مؤرخ ولغوي من مواليد جورجيا اكتسب سمعة كباحث في تاريخ القوقاز خلال العقد الأول من القرن العشرين قبل الشروع في "نظريته اليافثية" حول أصل اللغة، التي تعتبر الآن نظرية زائفة.
استُخدمت فرضيات مار كأساس منطقي في الحملة التي دارت خلال عشرينيات وثلاثينيات القرن الماضي في الاتحاد السوفيتي لإدخال الأبجديات اللاتينية للأعراق الأصغر في البلاد. وفي عام 1950 سقطت نظريته من الرؤية الرسمية للدولة، حيث شجبها جوزيف ستالين باعتبارها مناهضة للماركسية.